# Saint-Lizier (tổng)
Tổng Saint-Lizier là một tổng của Pháp nằm ở tỉnh Ariège trong vùng Occitanie.
Tổng này được tổ chức xung quanh Saint-Lizier ở quận Saint-Girons. Độ cao biến thiên từ 295 m (La Bastide-du-Salat) đến 1 247 m (Cazavet) với độ cao trung bình là 425 m.

## Hành chính
| Giai đoạn | Ủy viên         | Đảng | Tư cách |
| --------- | --------------- | ---- | --- |
| 2001-2014 | Raymond Coumes  | PS   | Thị trưởng Mercenac, chủ tịch cộng đồng các xã Bas-Couserans                                                           |
| 1976-2001 | Maurice Fauroux | PS   | Thị trưởng Montjoie-en-Couserans (1971-1983) rồi đến Saint-Girons (1985-1989), chủ tịch cộng đồng các xã Bas-Couserans |
| 1954-1976 | Roger Maurette  | SFIO | Cựu thị trưởng Prat-Bonrepaux                                                                                          |
| 1944-1954 | Pierre Bergès   | SFIO | Cựu thị trưởng Saint-Lizier                                                                                            |

## Các đơn vị hành chính
Tổng Saint-Lizier bao gồm 16 xã với dân số 6 929 người (điều tra năm 1999, dân số không tính trùng).
| Xã                    | Dân số | Mã bưu chính | Mã insee |
| --------------------- | ------ | ------------ | -------- |
| La Bastide-du-Salat   | 171    | 09160        | 09041    |
| Betchat               | 293    | 09160        | 09054    |
| Caumont               | 313    | 09160        | 09086    |
| Cazavet               | 181    | 09160        | 09091    |
| Gajan                 | 290    | 09190        | 09128    |
| Lacave                | 116    | 09160        | 09148    |
| Mauvezin-de-Prat      | 68     | 09160        | 09183    |
| Mercenac              | 251    | 09160        | 09187    |
| Montesquieu-Avantès   | 240    | 09200        | 09204    |
| Montgauch             | 129    | 09160        | 09208    |
| Montjoie-en-Couserans | 977    | 09200        | 09209    |
| Prat-Bonrepaux        | 809    | 09160        | 09235    |
| Saint-Lizier          | 1 592  | 09190        | 09268    |
| Lorp-Sentaraille      | 1 138  | 09190        | 09289    |
| Taurignan-Castet      | 152    | 09160        | 09307    |
| Taurignan-Vieux       | 209    | 09190        | 09308    |

## Thông tin nhân khẩu
| 1962                                                     | 1968  | 1975  | 1982  | 1990  | 1999  |
| -------------------------------------------------------- | ----- | ----- | ----- | ----- | ----- |
| 6 349                                                    | 6 742 | 6 590 | 6 654 | 6 788 | 6 929 |
| Nombre retenu à partir de 1962 : dân số không tính trùng |       |       |       |       |       |